# Gekko monarchus
Gekko monarchus là một loài thằn lằn trong họ Gekkonidae. Loài này được Schlegel mô tả khoa học đầu tiên năm 1836.